# Emerita (Gattung)
Emerita ist eine kleine Gattung von Zehnfußkrebsen, umgangssprachlich bekannt als Sandkrebse oder Sandkrabben. Diese Kleintiere graben sich unterhalb der Gezeitenzone in den Sand und nutzen ihre Antennen zur Filterversorgung.

## Beschreibung
Emerita haben einen tonnenförmigen Körper. Sie haben ein robustes Exoskelett und können ihre Gliedmaßen körpernah halten, so dass sie sich in den Gezeitenströmungen und Wellen abrollen können. Sie besitzen federartige Antennen, die dazu dienen, Plankton und Abfälle aus der Gezeitenzone zu filtern.
Männchen sind typischerweise kleiner als Weibchen. Bei einigen Arten, wie Emerita Rathbunae, leben die winzigen Männchen an den Beinen des Weibchens. Weibchen haben je nach Art eine Panzerlänge von etwa 8–37 mm, während Männchen von 2,5 mm bei E. rathbunae und E. talpoida bis zu einer ähnlichen Größe wie Weibchen bei E. austroafricana variieren.

## Verteilung
Die Gattung als Ganzes ist in tropischen und subtropischen Regionen weit verbreitet. Die meisten Einzelarten sind jedoch auf kleinere Gebiete beschränkt, und ihre Verbreitungsgebiete überschneiden sich nur selten. Die Gattung ist an beiden Küsten der Vereinigten Staaten und an der Atlantikküste Afrikas verbreitet. Die verwandte Gattung Hippa findet sich im gesamten Indo-Pazifikraum einschließlich Australien.

## Arten
Zehn Arten sind Stand 2019 bekannt:
- Emerita analoga (Stimpson, 1857) – Westliches Nordamerika und Westliches Südamerika
- Emerita austroafricana Schmitt, 1937 – Südostafrika und Madagaskar
- Emerita benedicti Schmitt, 1935 – Golf von Mexiko
- Emerita brasiliensis Schmitt, 1935 – Südostbrasilien
- Emerita emeritus (Linnaeus, 1767) – Südasien und Südostasien
- Emerita holthuisi Sankolli, 1965 – Westindien, Persischer Golf und Rotes Meer
- Emerita karachiensis Niazi & Haque, 1974 – Pakistan
- Emerita portoricensis Schmitt, 1935 – Karibisches Meer
- Emerita rathbunae Schmitt, 1935 – Westliches Mittelamerika
- Emerita talpoida (Say, 1817) – Osten von Nordamerika
- Emerita asiatica (H. Milne Edwards, 1837) – Südindien

Die Arten der Alten Welt wurden weitgehend als monophyletische Gruppe betrachtet, ebenso wie die Arten der Neuen Welt. Der Einsatz der molekularen Phylogenetik hat jedoch gezeigt, dass E. analoga, eine Art, die an der Pazifikküste Nordamerikas lebt, mit afrikanischen Arten enger verwandt ist als mit anderen Arten der Neuen Welt.

## Taxonomie
Die Gattung Emerita wurde von Giovanni Antonio Scopoli in seinem 1777 entstandenen Werk Introductio ad Historiam Naturalem beschrieben. Als damals einzige bekannte Art der Gattung wurde sie Cancer emeritus benannt. Andere gleichnamige Gattungen wurden für nomenklatürliche Zwecke abgelehnt; diese wurden von Laurens Theodorus Gronovius (1764) und Friedrich Christian Meuschen (1778 und 1781) veröffentlicht.

## Ökologie und Verhalten

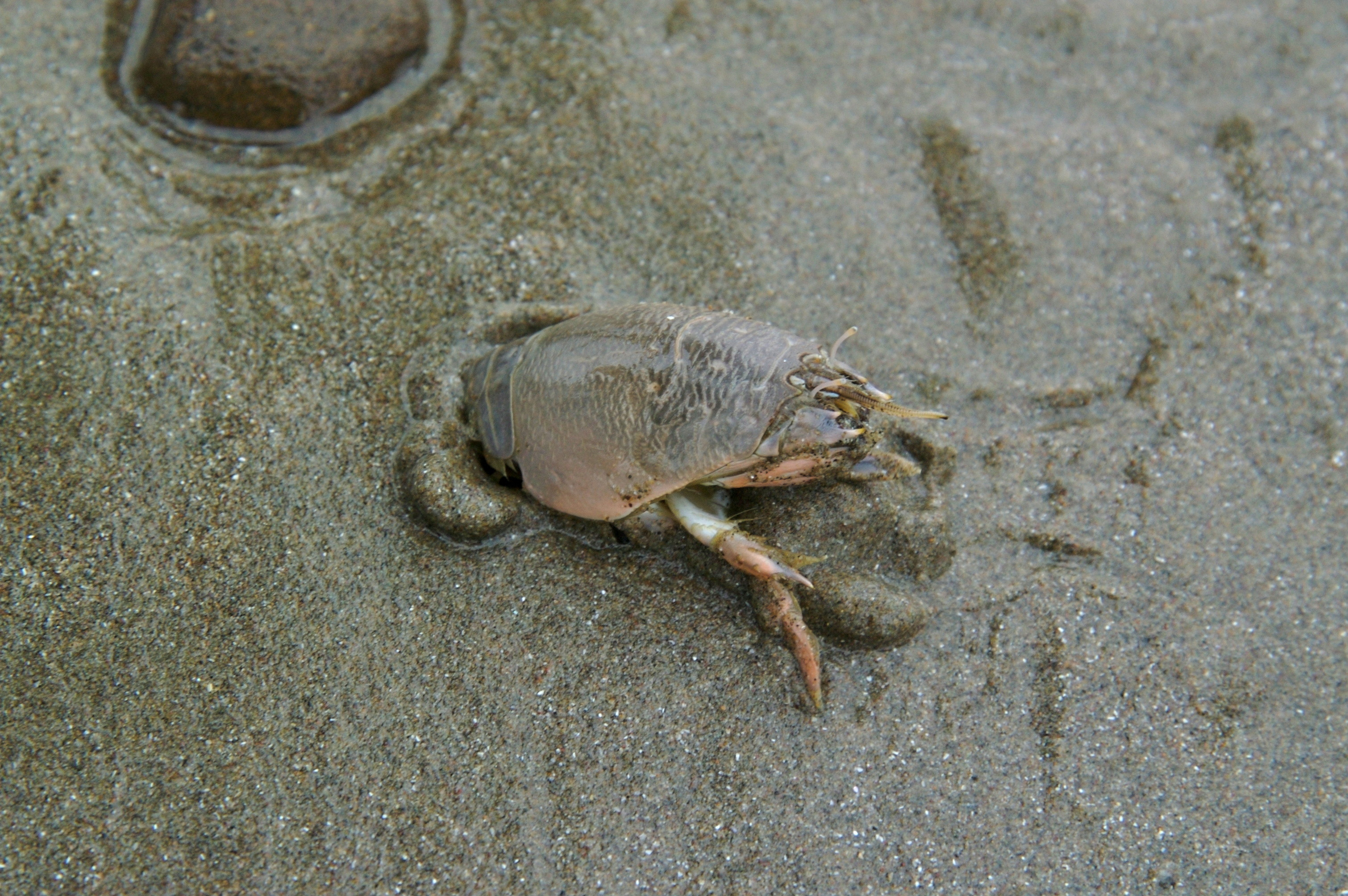
E. analoga beim Graben im Sand

Emerita kann sich in 1,5 Sekunden vollständig vergraben. Anders als Maulwurfkrebse vergraben Emerita das Hinterteil zuerst in den Sand und kratzen diesen mit den Pereiopoden unter ihrem Körper ab. Dabei wird der Panzer als Anker für die grabenden Gliedmaßen in den Sand gedrückt. Beim Graben muss der Sand durch Wellenbewegung fluidisiert werden, und Emerita muss sich in der richtigen Ausrichtung eingraben, bevor die Welle vorbei ist, um vor Raubtieren geschützt zu sein.
Wenn sich die Flut ändert, ändert Emerita seine Position am Strand. Die meisten Individuen bleiben in der Zone der Wellenbrecher, erkennbar an den physikalischen Eigenschaften des Sandes. Während die Flut fällt, kann sich der Sand absetzen. Wenn Emerita dies feststellt, nutzt es die temporäre Verflüssigung durch eine brechende Welle, um aus seinem Bau auszusteigen, und wird durch die Wellenbewegung den Strand hinuntergetragen. Die Wellenbewegung kann Emerita auch seitlich am Strand entlang ziehen.
Die Hauptprädatoren von Emerita sind Fische, im östlichen Pazifik vor allem die Brandungsbarsche (Amphistichus argenteus). Auch Seevögel fressen Emerita, scheinen aber nicht auf Ansammlungen von Sandkrebsen abzuzielen. Die Kadaver von Emerita sind eine wichtige Nahrungsquelle für den eng verwandten Aasfresser Blepharipoda.

## Beziehung zu Menschen
Da die Emerita die vorwiegende Nahrung des Brandungsbarsches ist, verwenden Surfangler Sandkrabben als Köder. Weichschalen-Emerita werden auch als Köder in der kommerziellen Fischerei eingesetzt.
In einigen Kulturen sind Sandkrabben als Snack beliebt, etwa in Thailand und Teilen Indiens. Oft werden sie in der Pfanne gebraten oder in Teig frittiert. Der Geschmack wird ähnlich wie der von Garnelen und Krabben beschrieben.

## Lebenszyklus

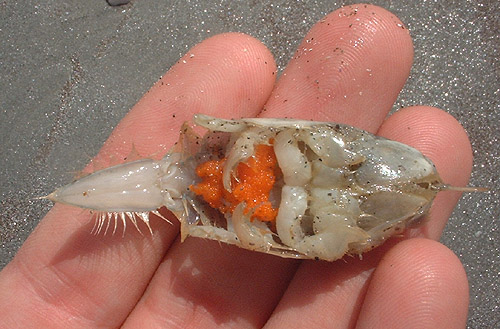
Eier auf der Unterseite eines weiblichen E. analoga

Emerita hat eine kurze Lebensdauer von zwei bis drei Jahren und kann sich im ersten Lebensjahr vermehren. Die Eier sind leuchtend orange. Aus ihnen schlüpfen Larven, die mehr als vier Monate als Plankton leben und von Meeresströmungen über weite Strecken transportiert werden können. Die Anzahl der Zoealstadien variiert zwischen sechs und elf.